# بلوز فالز، ورمونت
بلوز فالز (به انگلیسی: Bellows Falls) یک روستا (ایالات متحده آمریکا) در ایالات متحده آمریکا است که در راکینگهام، ورمونت واقع شده‌است.
 بلوز فالز ۳٫۵۹ کیلومتر مربع مساحت و ۳٬۱۴۸ نفر جمعیت دارد و ۹۵ متر بالاتر از سطح دریا واقع شده‌است.